# 东风9型柴油机车
东风9型柴油机车（DF9）是中国铁路使用的电力传动柴油机车车型之一。该型机车是因根据中华人民共和国铁道部提出扩大旅客列车编组、适当提高行车速度的方针，由戚墅堰机车车辆厂于1986年开始设计、1990年研制成功的干线客运柴油机车，属于“七五”国家科技重点攻关项目之一，不仅是继东风8型柴油机车之后第二款装用280/285系列柴油机的铁路机车，也是当时中国铁路单机功率最大的电力传动柴油机车。东风9型柴油机车的动力装置为一台16V280ZJA型柴油机，装车功率为4,910马力（3,610千瓦），传动系统使用由TQFR-3000C-1型同步发电机、GTF-5100/1000型硅整流装置、ZD106型牵引电动机组成的交—直流传动装置，机车并采用了牵引电动机全悬挂、双侧六连杆万向节空心轴驱动装置、高柔螺旋圆弹簧二系悬挂装置、电子恒功率励磁及防空转系统等新技术。构造速度为140公里/小时的东风9型0001号机车于1990年10月竣工。1991年4月，为配合广深准高速铁路的科技攻关项目试验，戚墅堰机车车辆厂又试制出构造速度为160公里/小时的东风9型0002号机车。1992年3月，东风9型0002号机车在北京环形铁道创下161公里/小时的速度纪录。随后，戚墅堰机车车辆厂在东风9型柴油机车的基础上，于1992年研制出新一代的东风11型柴油机车，为日后的中国铁路大提速打下了基础。

## 发展历史

### 开发背景
1980年代后期，中国实行改革开放后随着国民经济的发展，不但为铁路旅客运输带来大量需求，同时也对旅行速度提出了新的要求。为缓解铁路干线客运列车严重超员、提高铁路客运能力以适应市场需求，中华人民共和国铁道部决定采取扩大旅客列车编组、适当提高行车速度的办法，提出以北京为中心、1,500公里为半径的繁忙干线上，开行编组辆数20节、最高速度140公里/小时、运行时间不超过15小时的“朝发夕至”或“夕发朝至”特快旅客列车，在地理上相当于北京到上海、哈尔滨、西安、长沙的距离。1986年7月30日，国家科委以《国科工委〔1986〕024号文》批复铁道部的《铁路客运技术装备研究》，并将研制新型快速客运柴油机车及电力机车列入国家“七五”重点科技攻关项目，东风9型柴油机车和韶山5型电力机车的研制自此正式展开。

### 研制过程
为了提高机车工厂的研制效率及积极性，铁道部决定对客运柴油机车采用招标评选的方法。为此，铁道部拟定了大功率客运柴油机车的主要技术条件，要求机车标称功率达到4,200马力（3,090千瓦），柴油机最大运用功率达到4,910马力（3,610千瓦），机车最高运行速度为140公里/小时，牵引电动机使用架悬式驱动方式，机车轴重为22.5±3%吨，并要求在1990年底之前完成两台样车的试制。1986年下旬，当东风8型柴油机车刚刚开始投入小批试生产并准备进行鉴定试验之际，戚墅堰机车车辆厂已开始着手客运机车投标准备工作，对各种设计方案进行了比较及计算，并邀请铁道科学研究院机车车辆研究所、株洲电力机车研究所、西南交通大学机车车辆研究所、上海铁道学院轮轨关系研究所等联合投标单位提供咨询，共同审定了投标机车方案和投标申请书。1987年5月至6月，戚墅堰机车车辆厂、北京二七机车厂、大连机车车辆厂、四方机车车辆厂、资阳内燃机车厂等五家工厂各自提交了投标书，戚墅堰机车车辆厂的方案以最高评分在一众竞争对手中脱颖而出，被铁道部确定为快速客运柴油机车的第一研制单位。1987年7月，戚墅堰机车车辆厂与国家计委签订了科技攻关合同，并向铁道部上报了大功率客运内燃机车设计任务书建议稿。同年，戚墅堰机车车辆厂在16V280ZJ型柴油机的基础上，根据客运柴油机车的技术条件和使用要求，着手开发功率更大的16V280ZJA型柴油机。
1987年至1988年初，戚墅堰机车车辆厂组织技术人员搜集资料进行牵引电动机两种驱动方式的方案设计，并邀请到著名机车车辆专家、西南交通大学的孙竹生教授来厂指导，对架悬式转向架应采用电机空心轴驱动方式还是轮对空心轴驱动方式的问题进行了比较论证，经权衡利弊后最终决定采用动力学性能较佳、簧下质量较轻的轮对空心轴方案，解决了客运机车的这一项关键技术问题。1988年3月，机车设计方案通过了由铁道部科技局、机务局、中车公司主持的技术设计审查，确定了机车总体、电控系统、牵引电机组、柴油机、转向架、辅助系统、车体等七个方面的设计。1988年10月8日，铁道部科技局以《铁科函〔1988〕114号文》下达了《东风9型客运内燃机车设计任务书》，戚墅堰机车车辆厂随即开始机车的施工设计工作，并先后与路内外二十多家工厂、高等院校、研究所签定了合作攻关协议。其中，机车所使用的牵引电机组、硅整流装置、司机操纵台由永济电机厂试制，电子恒功率励磁控制系统由株洲电力机车研究所负责研制，电阻制动装置由西安铁路信号厂研制，双流道铜管带式散热器、高效能组合式冷却风扇、柴油机铝制中冷器与大连内燃机车研究所合作研制。至1988年底，完成了机车的全部施工设计图纸，并于1989年初开始进入试制阶段。为了确保机车的运用安全和可靠性，机车组装前对车体车架和转向架构架分别进行了静强度试验，并与上海铁道学院合作制作了专门的弹簧试验机，对转向架二系悬挂装置的高柔度螺旋弹簧进行了试验；而采用轮对空心轴驱动装置的架悬式转向架完成组装后，亦在大连内燃机车研究所的机车定置试验台上进行了中国首次机车转向架台架试验。
1990年10月23日，作为戚墅堰机车车辆厂与10家科研单位、5所高等院校、30多家工厂的共同合作成果，经过三年时间研制而成的东风9型0001号机车完成了总组装，同年11月通过了由国家计委、国家科委委托铁道部的竣工验收。 该机车经过工厂内的水电阻试验、工厂专用线试运行、沪宁铁路正线试运行后，于1990年12月7日离开戚墅堰机车车辆厂，赴铁道部科学研究院北京环行铁道进行初步调整试验，其中包括列车起动加速性能、震动频率测试、基本动力学性能、制动性能、列车阻力、机车称重等试验项目，由株洲电力机车厂试制的韶山5型0001号机车亦同时在北京环行铁道进行试验。试验结果表明，东风9型机车的主要性能参数均达到了设计任务书的要求，展示出优良的加速性能和运行平稳性。1990年12月29日，国家计委、国家科委、财政部、铁道部、国家统计局等国家机关的领导和专家前往北京环行铁道视察，并试乘当时最新型的中国铁路25A型客车，分别由东风9型柴油机车、韶山5型电力机车牵引。当东风9型机车牵引20辆编组客车时，时任铁道部副部长屠由瑞、中车公司总经理黄志和、机务局副局长丁圻堮在机车上督导，列车最高运行速度达到145公里/小时。1991年1月底，东风9型0001号机车完成调整试验后返回戚墅堰机车车辆厂，对机车各部件进行拆解检验。1991年2月，该机车交付郑州铁路局郑州机务段投入三万公里磨合运行试验，担当京广铁路郑州至武昌之间的旅客列车牵引任务。同年，东风9型柴油机车获国家“七五”科技攻关重大成果奖。 

### 准高速试验
1980年代后期，中国铁路面对交通运输市场的激烈竞争，提高列车运行速度成为了铁路发展战略的重点。铁道部首先决定对广深铁路既有线路进行技术改造，用较少的投资、较短的时间将既有线路改造成能够开行时速160公里旅客列车的准高速铁路，为未来发展高速铁路进行探索和累积经验。1990年3月，铁道部以《铁计〔1990〕1号文》将“广深铁路实现旅客列车最高速度160km/h的技术方案研究”列入1990年铁道部科学技术发展项目，同时要求铁道部科学研究院与广州铁路局用三个月时间完成广深准高速铁路可行性研究。1990年7月，国家计委、国家科委、铁道部及广东省委部门在广州召开了“广深线旅客列车最高时速160km行车实施方案论证”，明确要求戚墅堰机车车辆厂在东风9型机车的基础上，立即着手进行160公里/小时客运机车的方案论证和设计；同时，并要求工厂对试制中的东风9型0002号机车改变其牵引齿轮传动比，使机车最高恒功速度由140公里/小时提高到160公里/小时，以配合广深准高速铁路的科技攻关项目试验，为广深准高速铁路的线路、桥梁、机车车辆的设计提供依据。1991年4月，构造速度为160公里/小时的东风9型0002号机车出厂，成为中国铁路史上第一台国产准高速客运机车。1991年6月至8月，为了全面检验东风9型0002号机车的性能，该机车在大连内燃机车研究所的定置试验台上，在环境温度处于40℃左右的情况下完成了定置试验，试验项目包括牵引热工性能、柴油机起动性能、牵引电动机温升、限流限压性能、辅助传动负载、机车震动性能、司机室噪音等，期间最高试验速度达到170公里/小时。
1992年3月25日至4月3日，东风9型0002号机车在北京环行铁道参与了首次广深线准高速科技攻关综合运行试验，这次试验在最小曲线半径为1,000米的小环线上进行，曲线外轨最大超高为150毫米。由于东风9型0002号机车只是在原设计基础上改变了齿轮传动比，因此在试验前特别对驱动装置、制动系统、悬挂系统等进行全面分析和安全评估，针对高速行驶时线路超高不足和低速时超高过剩的矛盾，对机车车体架与转向架之间的侧档间隙作出了调整，使两者之间的倾角被限制在一定的范围内；另外还在四组高柔圆弹簧的前后加装了垂向止档，以防二系悬挂弹簧过量压缩变形导致应力超限。试验列车由三辆25A型客车和两辆试验车组成，试验速度由40公里/小时开始按计划逐级提升。1992年3月29日，试验列车最高运行速度达到了161公里/小时，并连续行驶三圈后停车检查，这次实验创下了当时北京环行铁道的最高速度纪录，并为广深准高速铁路建设提供了有关线路、道岔、桥梁、信号、客车等方面的大量实测数据。1992年5月4日至6月13日，东风9型0002号机车在北京环行铁道参与了第二次广深线准高速科技攻关综合运行试验，这次试验在最小曲线半径为1,432米的大环线上进行，主要目的是分别对长春客车厂、四方机车车辆厂、南京浦镇车辆厂提供的四种准高速客车转向架进行动力学性能试验，以及对准高速客车制动系统进行单车溜放制动试验。
1992年12月，作为“八五”国家重点科技攻关项目之一的首台东风11型柴油机车在戚墅堰机车车辆厂落成。该型机车是以东风9型柴油机车为基础的准高速客运柴油机车，为了满足行车速度提高到160公里/小时的需要，轮对空心轴驱动装置采用了圆锥形空心轴，车体外观造型采用了经重新设计的流线型头型，并配备了微机控制系统。1994年4月11日，东风11型0001号机车在北京环形铁道进行准高速列车综合试验，最高速度达到183公里/小时，创下了当时的中国铁路第一速。此后，东风11型柴油机车不仅投入到广深准高速铁路运用，并成为了前四次中国铁路大提速的提速机车主力。由于东风11型柴油机车研制成功并投入批量生产，属于实验性质的东风9型柴油机车便没有继续生产。

### 鉴定试验
1992年6月至12月，东风9型0001号机车于郑州铁路局完成了三万公里磨合试验后，由铁道部科学研究院主持进行了机车性能鉴定试验，其中牵引性能、电阻制动性能、电机温升、动力学性能、制动性能、噪声测试等项目在北京环行铁道进行，而高温冷却性能试验则于同年8月在南昌机务段进行。试验结果显示，机车各项主要技术性能指标均已达到或超过设计任务书及有关标准规定的要求，实测最大起动牵引力可达250千牛，实测最大轮周功率达到3,000千瓦，恒功率范围内机车总效率最高可达35.1%。在东风9型0001号机车进行鉴定试验的同时，东风9型0002号机车则根据铁道部安排作为运行考核样车交付广州铁路局广州机务段，自1992年11月1日起在广深铁路投入15万公里运用考核。由于当时广深准高速铁路工程进行得如火如荼，因线路施工限速局限了机车性能的发挥，最高行车速度一般在100~110公里/小时左右。1993年12月，东风9型0002号机车在走行189,294公里后完成了运用考核，返回戚墅堰机车车辆厂进行解体检查，显示柴油机、电机及电器等主要部件状态良好。 

### 运用历史
东风9型0001号、0002号机车分别完成鉴定试验和运行考核后，交给广州铁路（集团）公司广深铁路总公司（后改制为广深铁路股份有限公司）并投入广深铁路运用。1994年10月至11月，东风9型0002号机车安装了由铁道部科学研究院试制的ZLSK列车速度分级控制系统（又称LSK-160）及机车信号装置，该行车安全防护系统兼容四显示多信息的UM71轨道电路自动闭塞区间、移频三显示自动闭塞和半自动闭塞区间，在广深铁路的现场运行试验为列车速度分级控制系统的进一步改良提供了大量数据。1995年3月，ZLSK列车速度分级控制系统的正式产品分别安装在东风9型0002号机车、东风11型0005号机车上投入运用。
1994年12月22日，中国第一条准高速铁路——广深准高速铁路正式通车。广深准高速旅客列车投入营运初期，由于当时广州机务段只有5台东风11型柴油机车，扣除需要进行检修和备用的机车后，每天能够上线投入运用的机车一般不超过3台，尤其在1995年10月至11月期间铁道部调用东风11型0005号机车参与沪宁铁路及京秦铁路既有线提速试验时，准高速机车的运用调度更为紧张，因此当东风11型柴油机车不敷应用时，经常被迫使用东风9型机车作为替代车型来牵引广深准高速列车。1995年9月16日至19日，为了对即将展开的沪宁铁路提速试验作好准备，铁道部将东风9型0001号机车调往北京环行铁道，牵引不同编组辆数的25型系列混编旅客列车（包括25型、25A型、25B型客车）进行提速试验，了解大编组旅客列车的起动加速性能和紧急制动性能；当牵引14辆编组列车（总重790.9吨）时，由静止加速到140公里/小时的时间平均为7分钟，加速距离平均为10.94公里；当牵引20辆编组列车（总重1127.6吨）时，由静止加速到140公里/小时的时间平均为12分钟43秒，加速距离平均为21.69公里；当牵引8辆编组列车（总重455.2吨）时，由静止加速到150公里/小时的时间平均为4分钟39秒，加速距离平均为7.14公里。1995年10月下旬，全国铁路科技大会在北京召开，并将东风9型0001号机车借调到北京环行铁道供与会代表参观、牵引中长途双层客车作示范运行。1996年起，10台新造的东风11型机车当年交付广深铁路股份有限公司后，广深线机车运用紧张的情况始得以改善。
1997年5月，广深铁路股份有限公司与戚墅堰机车车辆厂就关于东风9型机车中修及改造项目签订了合同；同年8月，两台东风9型机车返回工厂进行修理，并按双方达成的协议对机车进行局部改造，通过改变齿轮传动比将东风9型0001号机车的构造速度从140公里/小时提高到160公里/小时。1997年11月，两台机车完成中修后返回广深铁路再度投入服务。1999年，随着广州东机务折返段建成投产，广深铁路股份有限公司成立了广深机务管理所，负责该公司所属机车的运用、检修及维护，两台东风9型机车因而转配到广深机务管理所。2001年，广深铁路股份有限公司对公司职能部门和基层运输生产单位进行重组，广深机务管理所与广深车辆运用段合并为广深机辆事业部。2003年，来往深圳和韶关的“丹霞号”列车（T353/354次特快列车）改为使用中国铁路25C型客车，该列车在广州东和深圳之间的机车交路亦改由东风9型机车担当。同年，东风9型机车并曾经多次临时替代东风11型机车，担当港穗直通车的牵引任务并进入香港。

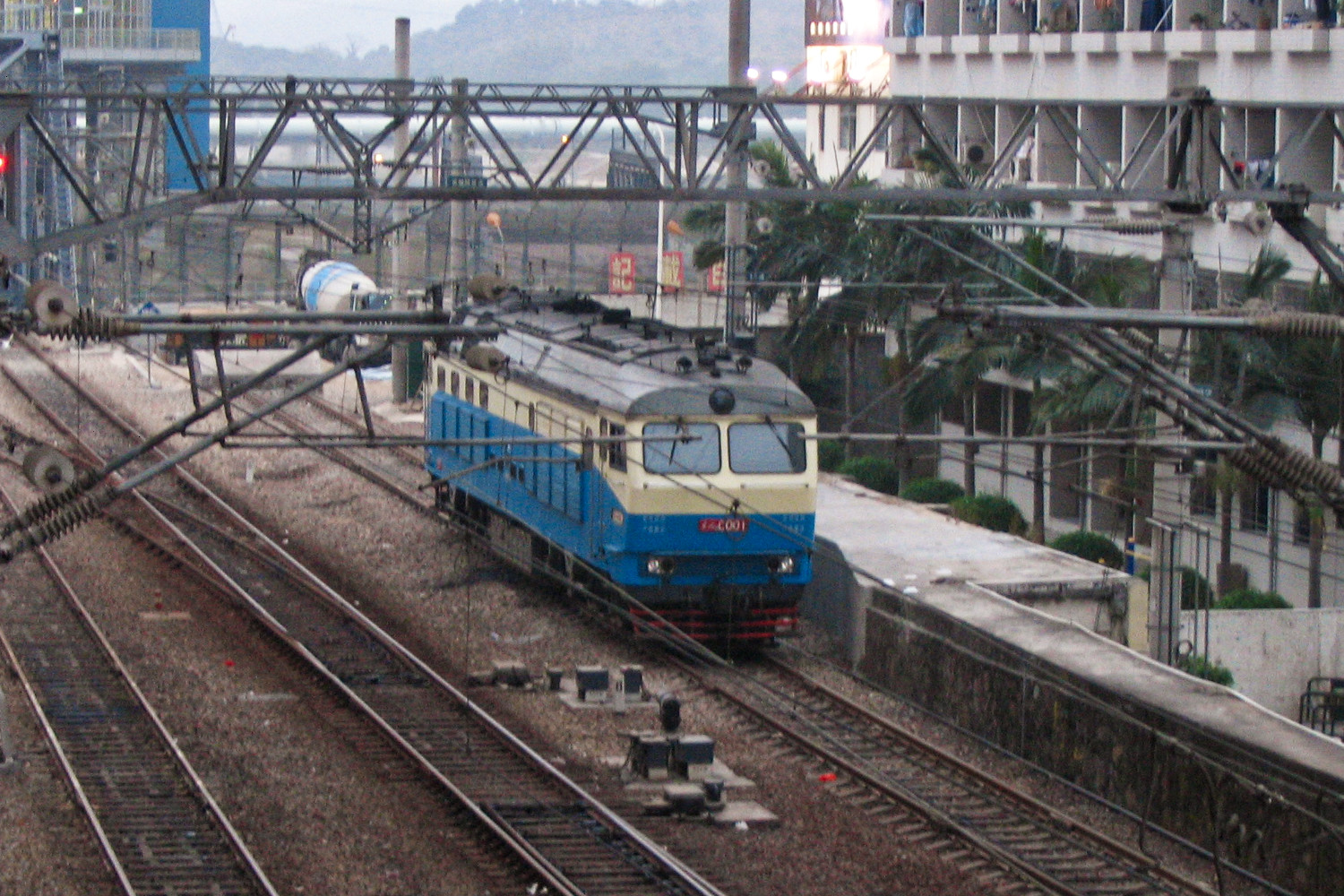
停在罗湖桥前的东风9型0001号机车（2005年）

2005年，两台东风9型机车的走行公里数已到大修期，为了提高零部件的通用性、方便日常维护检修，藉著返回戚墅堰机车车辆厂进行大修的机会，对两台机车进行了较大范围的更新改造。除了柴油机、 转向架、主发电机及车体等重大部件仍利用原车部件，其余部分都尽量采用与东风11型机车通用的零配件，并根据东风11型机车在运用过程中发现的问题进行改进。主要改造项目包括：柴油机油水管路采用规范化布置，以铜制中冷器取代原来的铝制中冷器，并改用新型号的机油滤清器等；司机室顶盖加装空调及换气装置，司机室侧窗改为推拉式，电阻制动柜安装位置亦有所改动；散热器、机油热交换器、静液压油热交换器均改为与东风11型机车相同。电气系统方面，改为使用与东风11型机车通用的ZD106型牵引电动机，代替故障率较高的ZD106S型牵引电动机；采用由株洲南车时代电气公司研发的LCS32型微机控制系统，取代了原本的TPZ8S型电子恒功率励磁控制系统；行车安全装置采用了LKJ-2000型列车运行监控记录装置，取代原本的ZLSK列车速度分级控制系统。改造完成后，东风9型机车的性能与东风11型机车基本相同。2005年10月初，两台东风9型机车先后出厂，交付广深铁路股份有限公司使用。

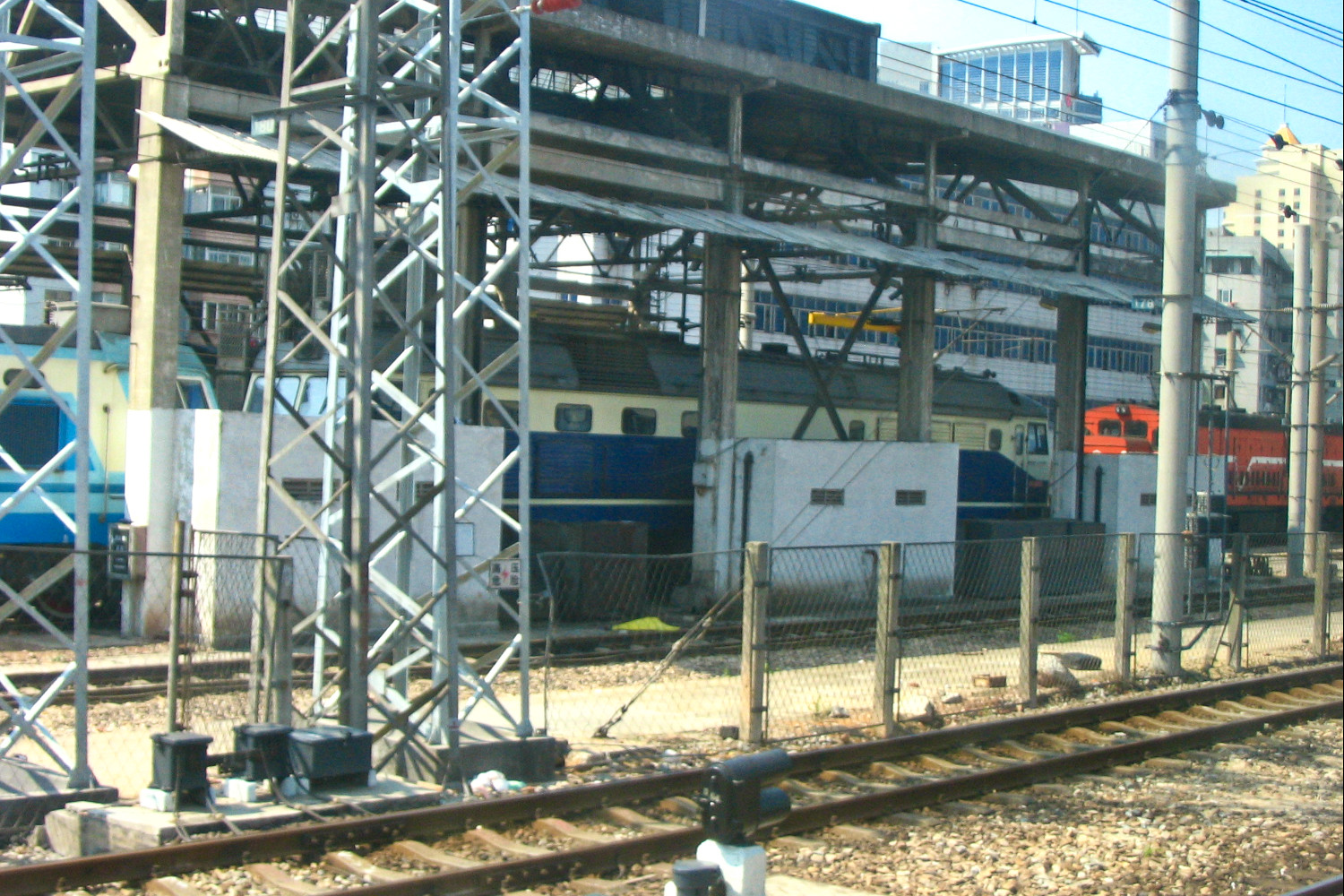
停放在广州东机务折返段内的东风9型柴油机车（2007年）

2007年11月，根据广州铁路（集团）公司对广州机务段内部机构实施整合的决定，将原广深机辆事业部机务部分合并到广州机务段广深运用车间，机车车身上的“广铁深段”段标亦被改为“广铁广段”。2008年6月，广州铁路（集团）公司调整了京广铁路广州至长沙区段的乘务交路，同时将两台东风9型机车改配属广州机务段韶关运用车间运用，主要担当广州（广州东）—韶关—衡阳区间的客运交路，与东风11型、韶山8型机车轮流牵引广州至衡阳的N605/606次、N607/608次管内快速列车（2009年4月1日起车次变更为K9039/9040次、K9041/9042次管内快速列车，至2009年12月26日随武广客运专线通车而停运），广州至万州的1007/1008次普通旅客快车，广州东至襄樊的2115/2116次普通旅客快车（2009年7月1日起变更为K935/936次快速旅客列车），广州至宜昌的2285/2286次普通旅客快车（2009年7月1日起变更为K931/932次快速旅客列车）。
2010年下半年起，广州机务段将东风9型0001号、东风9型0002号机车分别封存于韶关运用车间、广州运用车间两地。同年12月，广州铁路（集团）公司通过中国铁路采购网在互联网上发布了报废机车招标公告，将两台东风9型机车按废金属在网上竞价出售。2011年5月5日，东风9型0002号机车在广州拆解；同年5月17日，东风9型0001号在韶关拆解。从东风9型0002号机车上拆下的机车编号铭牌被保存于广州机务段。

## 技术特点

### 总体布置

#### 基本结构
东风9型柴油机车是干线客运用的六轴柴油机车，机车标称功率为4,134马力（3,040千瓦），构造速度为140公里/小时（0001号）或160公里/小时（0002号），运转整备重量为138吨，轴重为23吨。机车采用双端司机室、双侧内走廊、全钢焊接结构的桁架式侧墙承载车体，车体由左右侧壁、底架、车顶、内部隔墙、两端司机室等部分焊接在一起，共同承受垂直载荷和纵向载荷，车体主要骨架采用高强度低合金钢材，车体侧壁采用框架式和桁架式混合结构。为了尽可能减轻车体部分的结构重量，东风9型机车的车体长度比东风8型机车缩短了750毫米，车体架结构较东风8型机车减轻了7.3%。车钩中心线间距为21,250毫米，车架长度为20,150毫米，车体宽度为3,288毫米，车体高度为4,736毫米。机车两端均设有同等功能的司机室，可双向操纵机车。为了降低机车高速行驶时的空气阻力，司机室前窗玻璃后倾角由东风8型机车的10°增大到15°，而司机室正面下部则设计成10°后倾角，顶置前照灯亦包覆在司机室顶盖内；机车于2006年进行厂修时对司机室顶盖钢结构作出改造，以便在司机室顶部空间安装空调及换气装置，前照灯因而变成凸出于车顶前缘的形式。车体底架两端装有13号上作用车钩、MX-1型牵引缓冲装置和排障器。车体底架下部两台转向架之间吊挂着一个容量为6,500升的燃油箱，燃油箱左右两侧设有铅酸蓄电池组，燃油箱前后两端各有一个总风缸。

#### 设备布置
机车车体从前到后依次为第一司机室、电气室、动力室、冷却室、辅助室、第二司机室。
司机室内在机车运行方向的左侧设有包含主控制器、换向手柄、各种操纵按钮、空气制动阀、仪表和信号显示装置等设备的司机操纵台，右侧设有副司机座席；司机室设有供乘务人员使用的空调装置、电暖器、电炉等设施，第二司机室后壁另设有手制动装置手柄，司机室内壁还填充吸音材料和复合多孔铝板。电气室内设有高压电器控制柜、低压电器控制柜、主整流柜、行车安全设备、电子恒功率励磁装置（改造后被微机控制柜取代）、电阻制动柜（两台电阻制动柜原本分别安装在电气室和动力室前端顶部，机车改造后改为并排于电气室与动力室间隔的顶部），电气室下部设有主整流柜通风机、前转向架牵引电动机通风机。
位于机车中部的动力室安装了一套柴油发电机组，并设有空气滤清器、燃油滤清器、燃油输送泵、燃油预热器等辅助设备；动力室内靠近电气室的一端设有励磁整流柜、风源净化装置、起动变速箱和相关设备，起动变速箱通过万向轴与主发电机输出端连接，并通过该变速箱驱动励磁机、起动发电机、测速发电机、前转向架牵引电动机通风机。动力室内靠近冷却室的隔墙上设有膨胀水箱。
冷却室设有冷却水系统和散热装置，冷却室顶部装有V形结构的双流道铜制散热器，以及两个直径为1,600毫米的轴流式冷却风扇，冷却风扇由静液压马达传动。机车设有两套独立的循环冷却水系统，分别为冷却柴油机、增压器的高温冷却水系统，以及冷却增压空气、机油、静液压传动油的低温冷却水系统，高低温循环冷却水系统共用48个散热器单节。散热器下方设有一台由柴油机自由端经万向轴驱动的后变速箱，以及由后变速箱带动的静液压泵、后转向架牵引电动机通风机。此外，冷却室内并设有机油热交换器、机油滤清器、空气压缩机、静液压油热交换器（原采用与东风8型机车相同的油—水热交换器，改造后更换成与东风11型机车相同的油—空气热交换器）、静液压系统油箱等。辅助室内装有预热锅炉、工具箱、空气制动系统阀类。空气制动装置采用JZ-7型空气制动机，并配备两台NPT5型电动空气压缩机。 

### 柴油机
东风9型机车装用一台由戚墅堰机车车辆厂制造的16V280ZJA型柴油机，属于280/285系列柴油机产品之一。16V280ZJA型柴油机是一款16气缸、四冲程、V型结构、直接喷射、开式燃烧室、废气涡轮增压、增压空气中间冷却的中速柴油机。气缸内径为280毫米，活塞行程为285毫米，气缸夹角为50°，额定转速为每分钟1,000转，最低空载转速为每分钟400转，标定工况下的平均有效压力为1.65兆帕（每平方厘米16.82公斤），UIC标定功率为5,250马力（3,860千瓦），装车运用功率为4,910马力（3,610千瓦），额定满功率运转时的燃油消耗量为153克/有效马力·小时（208克/有效千瓦·小时）。
16V280ZJA型柴油机是在16V280ZJ型柴油机的基础上强化的机型，两者的基本结构大致相同，同样采用了由球墨铸铁整体铸造而成的机体，消除了因机体焊缝疲劳造成板材裂纹的隐患。机体由气缸体和曲轴箱共同构成，机体的横截面形状为六边形，并采用了悬挂式曲轴支承结构和半隧道式曲轴箱。柴油机采用由42CrMo高强度合金钢锻坯全纤维挤压成形的全加工氮化曲轴、带内冷油腔振荡冷却的钢顶铝裙组合式活塞、合金钢锻造全加工并列式连杆、高强度合金铸铁气缸盖、合金硼铸铁湿式气缸套。燃油喷射系统采用单体式喷油泵和多孔闭式喷油器。在左右两列气缸之间的V形夹角空间内，设有机油主油道、冷却水进水道和空气腔，在其上方装有与空气腔相通的空气稳压箱；两台增压器分别装在空气腔上方的两端，中间设有两台铝制中冷器。气缸排出的废气通过排气管分别进入两台涡轮增压器推动涡轮后排出，而新鲜空气由安装在车体上的空气滤清器吸入，经增压器增压后流经中冷器进行冷却，然后通过空气稳压箱和进气支管进入各个气缸。柴油机增压采用模件式串接脉冲转换器增压系统（MPC），将每个气缸的排气管设计成相同的脉冲转换器，通过过渡管将气流引入增压器。东风9型机车最初采用江津增压器厂引进ABB公司专利生产的VTC254-13型增压器，后来又改为使用经过改进的VTC254-13G型增压器。1991年至1993年间，由大连内燃机车研究所研制的ZN310-LSA型增压器亦曾装用于东风9型机车进行运行考核试验。
柴油机进气空气滤清器采用由离心式旋风惯性过滤器和纸质滤芯空气滤清器组成的二级空气滤清器。调速系统采用天津机车车辆机械工厂研制的联合调节器-C型液压全制式调速器，通过控制联合调节器配速机构上的步进电机，实现对柴油机的有档无级调速控制。柴油机由ZQF-80型起动发电机起动，其电源由蓄电池供给。柴油机完成起动后，启动发电机由直流串励电动机变为直流他励发电机，并通过电压调整器输出110伏特直流电，作为辅助发电机使用，用来给蓄电池充电并和向辅助电路及控制电路供电。

### 传动系统
东风9型机车采用交—直流电传动装置，柴油机曲轴通过大圆盘薄板联轴节与同步发电机联接，取代了东风8型机车上使用的盖斯林格联轴节。从交流同步发电机发出的三相交流电，经由硅二极管组成的三相桥式整流装置整流为直流电后，再将电能输送给两台转向架上的六台并联连接的直流牵引电动机，通过传动齿轮驱动轮对。

#### 牵引发电机
牵引发电机采用由永济电机厂研制的TQFR-3000C-1型三相交流同步发电机（即JF204A型同步发电机），它是在东风8型机车使用之TQFR-3000C型三相交流同步发电机（即JF204型同步发电机）的基础上改进而成，主要变化为磁极采用螺栓固定结构代替燕尾凹形槽结构，定子铁芯与机壳为热套定位结构。额定容量为3,500千伏安，额定电压为524／724伏特，额定电流为3,858／2,790安培，额定转速为每分钟1,000转，定子及转子绝缘等级均为F级，冷却方式为轴向强迫通风，主发电机净重为6,370公斤。与TQFR-3000C型同步发电机相比，TQFR-3000C-1型同步发电机的容量增加了5.1%，重量减轻了10.4%。
牵引发电机的励磁电流由一台三相感应子交流发电机供给。东风9型机车使用由永济电机厂制造的JGL-405A型励磁机，它是在东风8型机车使用之GQL-45型励磁机的基础上增加了去磁绕组。励磁机由柴油机通过启动变速箱驱动，其发出的交流电经励磁整流器转换为直流电后，给发电机的转子励磁绕组励磁。

#### 整流装置
牵引发电机发出的三相交流电由硅整流装置转换成直流电，由风冷式硅二极管元件组成三相桥式全波整流电路。东风9型机车使用GTF-5100/1000型主整流柜。整流装置有六个串联的整流桥臂，每一桥臂有四个并联的ZP2000-28型风冷平板式整流二极管，每台整流柜共24个二极管元件。整流装置的最大直流输出电压为1,000伏特，额定直流输出电流为5,100安培。

#### 牵引电动机
东风9型机车最初采用由永济电机厂研制的ZD106S型四极串励直流电动机，该型电动机吸收了在引进ND5型柴油机车时通用电气公司向永济电机厂转让的牵引电动机制造技术，电动机磁极结构借鉴自通用电气5GE752AF8型牵引电动机，电枢绕组导线采用杜邦卡普顿聚酰亚胺薄膜作为绝缘材料。牵引电动机的额定功率为520千瓦，额定电压为665伏特，额定电流为835安培，额定转速为每分钟945转，最大起动电流为1,100安培，最高恒功率转速为每分钟2,166转，最高转速为每分钟2,320转，定子及电枢绝缘等级均为H级，冷却方式为强迫通风。为扩大机车的恒功率速度范围，可以在牵引电动机励磁绕组接入并联分流电阻，对牵引电动机使用一级磁场削弱，磁场削弱率为60%。
东风9型机车于2005年进行大修后，改为使用与东风11型机车相同的ZD106型四极串励直流电动机，额定功率为530千瓦，额定电压为680伏特，额定电流为835安培，额定转速为每分钟955转，最大起动电流为1,200安培，最高恒功率转速为每分钟2,285转，最高转速为每分钟2,385转，定子及电枢绝缘等级均为H级，冷却方式为强迫通风，最低磁场削弱率为56%。

#### 电阻制动装置
在电阻制动工况时，牵引电动机变为他励直流发电机工作，六个激磁绕组全部串联并由牵引发电机经硅整流柜供电，牵引电动机发出的电流输入到两台卧式制动电阻柜，将电能通过电阻器转化为热能消耗掉。机车轮周制动持续功率可达3,800马力（2,792千瓦），最大制动电流限制为670安培，最大制动力为152.5千牛。此外，机车还可以利用制动电阻作为负载来进行柴油机全功率自负荷试验。

### 控制系统
东风9型机车采用由株洲电力机车研究所研制的TPZ8S型电子恒功率励磁控制系统，同时亦保留了由联合调节器油马达驱动功调电阻的励磁调节装置，司机可根据实际情况切换励磁控制方式或两者同时使用。当微机励磁控制系统发生故障时，可采用油马达励磁维持机车运行。至2005年，升级为株洲南车时代电气股份有限公司研制的LCS32型微机控制系统。
功调电阻励磁调节装置采用由联合调节器伺服油压马达带动变阻器的方式。牵引发电机的励磁电流是由励磁机发出的交流电经励磁整流柜整流后供给，而励磁机的励磁电流则是由柴油机经启动变速箱驱动的测速发电机供电。测速发电机的励磁电流由110伏辅助电源提供，并经过功率调节电阻和励磁调节器控制。功率调节电阻的滑动触点由联合调节器上的功率伺服油压马达带动，它根据柴油机工作状况（欠载或过载）自动地调节可变电阻器的阻值，从而改变测速发电机的励磁电流，并经测速发电机和励磁机二级放大后，间接地改变了牵引发电机的输出功率。 
中国通过“技贸结合”方式从美国通用电气公司引进ND5型柴油机车的同时，株洲电力机车研究所获得了引进内燃机车励磁控制系统和防空转控制系统两项技术的机会，而为东风9型柴油机车而设计的TPZ8S型电子恒功率励磁控制系统，便是在参考通用电气之恒功率励磁控制系统（CHEC）和“警哨”粘着控制系统的基础上开发而成，该系统除了具备恒功率励磁控制、磁场削弱过渡控制、辅助发电机电压调整、电阻制动的恒制动电流及恒励磁电流控制功能外，还具有四级防空转防滑行功能，以提高机车的粘着系数。励磁控制系统是一个闭环特性控制系统，以司机控制器在各手柄档位下的指令信号值作为给定信号，经函数发生器转换后分别得到该档位下的限压值、恒功值、限流值基准，同时由电压及电流传感器检测得出牵引发电机的输出电压与电流反馈值，然后馈入一个乘法器将两个信号相乘得出对应牵引发电机输出功率的反馈值，然后利用比较器将基准值和反馈值分别进行比较和放大，并以产生的最大误差信号作为调节信号，通过脉宽调制器和晶体管斩波器去控制励磁机的励磁电流，从而相应改变牵引发电机的功率。该系统不仅克服了功调电阻励磁调节装置反应时间长、动态性能差的缺点，还可以利用从功调电阻电位器取得的电压信号来修正功率给定值，达到机车牵引功率与辅助功率之间动态转移的目的。
LCS32型微机控制系统是由株洲南车时代电气股份有限公司于2003年推出、以摩托罗拉MC68332微处理器为核心的32位元内燃机车控制系统。硬件架构采用结构，CPU插件、频率串口插件、所有的I/O插件安装在机箱内的20个标准插槽上，并通过主板上的FE总线相互连接。软件部分采用VRTX实时多任务操作系统。系统主要功能包括机车牵引特性控制功能、防空转防滑行保护、电阻制动特性控制、磁场削弱控制，以及机车、柴油机、电气等系统的保护功能，并具备机车各系统的故障诊断、记录和显示功能。

### 转向架
机车轴式为Co-Co，走行部为两台无导框式三轴转向架。转向架采用钢板组焊成封闭式箱形结构的“目”字形构架，固定轴距为2,000毫米。轮对轴箱采用双列圆柱滚子轴承和双拉杆式弹性定位装置，轴箱通过装有橡胶关节元件的上、下轴箱拉杆与构架相连接，实现轴箱相对于构架的横向和纵向定位。机车原本采用带轮箍的组合式车轮，于2006年经大修后改用整体辗钢车轮。
弹簧悬挂装置分为一系和二系悬挂两部分。一系悬挂装置采用独立悬挂形式，包括轴箱与构架之间的轴箱圆弹簧及橡胶垫，以及在1、3、4、6轴装有并列的垂向液压减震器。由于机车采用了轮对空心轴式驱动装置，为保护空心轴六连杆机构的正常工作状况，一系悬挂装置的静挠度不能设计得太大，因此二系悬挂装置必须有较大的弹簧静挠度，以保障机车高速行驶时的稳定性。为此，东风9型机车的二系悬挂装置采用了高柔度螺旋弹簧与瓦片式橡胶垫串联组合结构，转向架两侧中部的旁承座各设有四组独立圆弹簧及弹性定位装置，具有较大的垂向静挠度和较小的横向刚度，结构不仅简单而且也没有需要保养的摩擦部件。一系及二系悬挂静挠度分别为53毫米和88毫米。车体全部重量通过四个旁承由两台转向架支承，转向架与车体间除了设有垂向液压减震器及弹性侧挡外，还设有横向液压减震器、抗蛇行液压减震器，以改善机车横向平稳性和抑制蛇行运动，所有液压减震器均采用荷兰科尼公司（Koni）产品。牵引力和制动力通过低位平行四杆牵引杆机构传递，牵引点至轨面距离由东风8型机车的725毫米降至675毫米，以改善机车的粘着重量利用率。
东风9型柴油机车是在中国第一款采用牵引电动机全悬挂、轮对空心轴式驱动装置的铁路机车。牵引电动机通过前后吊臂刚性地安装在转向架构架上，固定空心轴（又称外空心轴或空心轴套）用螺栓安装在牵引电动机机座上，从动齿轮（大齿轮）通过滚动轴承在固定空心轴上转动，大齿轮心通过六连杆万向节机构与转动空心轴（内空心轴）连接。转动空心轴是一根圆柱形空心轴，空心轴与车轴间的径向间隙为30毫米，连杆关节连接点采用带有球状橡胶衬套的橡胶球铰，而转动空心轴的另一端亦通过相同的六连杆万向节机构与车轮相连。牵引电动机电枢轴输出的扭矩经过小齿轮、大齿轮、六连杆万向节、转动空心轴、六连杆万向节传递到其中一个车轮，并通过车轴驱动另一侧车轮。与传统的轴悬式驱动装置相比，轮对空心轴式驱动装置将牵引电动机的全部重量都变为簧上质量，每轴簧下质量可以减轻近50%，大幅减少高速运行时的轮轨作用力。东风8型机车的每轴簧下质量为4,610公斤，而东风9型机车的每轴簧下质量为2,475公斤，牵引电动机在时速100公里的垂向震动加速度只有东风8型机车的十分之一。双侧六连杆万向节空心轴驱动装置同样被后来的东风11型、韶山8型等准高速客运机车所采用。 
东风9型0001号机车的齿轮传动比为2.95（65：22），最高速度为140公里/小时。东风9型0002号机车的齿轮传动比为2.62（76：29），最高速度为160公里/小时。基础制动装置为双侧双闸瓦踏面制动、采用高磷铸铁闸瓦、带闸瓦间隙自动调节器的单元制动装置，每台转向架共有10个制动单元（中间轴因受到牵引拉杆位置的限制仍采用单侧制动）。机车制动系统并设有电空制动联锁保护装置，避免因空气制动与电阻制动同时发生作用而导致列车冲动或车轮擦伤。停放制动为手制动装置。 

## 参看
- 280/285系列柴油机
- 东风8型柴油机车
- 东风11型柴油机车
- 韶山5型电力机车
- 韶山8型电力机车
- 中国铁路大提速
- 广深铁路